# Hans Krüger (Sipo-SD)
Pour les articles homonymes, voir Hans Krüger et Krüger.
Hans Krüger (1er juillet 1909 - 8 février 1988), de nationalité allemande, était un capitaine SS (SS-Hauptsturmführer) qui occupa en 1941 et 1942, le poste de chef de l’antenne du Kommando der Sipo (KdS) de Lemberg (actuelle Lviv) à Stanislau (Stanisławów) en Pologne occupée, aujourd'hui Ivano-Frankivsk en Ukraine. Il fut un des précurseurs de la Shoah par balles en Galicie orientale et à ce titre, responsable de nombreux massacres de masse à l’encontre de Juifs polonais et Polonais ethniques. En 1943 et 1944, il occupa le poste de chef de l’antenne du KdS de Dijon à Chalon-sur-Saône en France occupée. En Saône-et-Loire et dans la Nièvre, il se rendit coupable de nombreux crimes de guerre.
Hans Krüger, chef de l’antenne du KdS de Stanislau, puis de Chalon-sur-Saône, ne doit pas être confondu avec son homonyme Hans Krüger (en) (6 juillet 1902 – 3 novembre 1971), juge nazi, en poste à Konitz (Chojnice) de 1940 à 1942, même si leurs activités en temps de guerre et leur carrière après-guerre furent à bien des égards similaires.

## Origine et éducation
Hans Krüger est né le 1er juillet 1909 à Posen, capitale de la Posnanie, royaume de Prusse, intégré à l’Empire allemand. C’était le fils d'un professeur de commerce dans une institution privée. Dès 1914, il est scolarisé. En 1919, après le soulèvement des résistants polonais, son père, qui fut membre du Deutschen Volksrat, (conseil populaire allemand de la province de Posen, un rassemblement de citoyens allemands conservateurs de droite), est emprisonné quelques mois, puis expulsé avec sa femme et son fils. La famille, qui s’était pas mal appauvrie, quitte sa résidence de Schwiebus pour Luckenwalde où Hans Krüger obtiendra en 1923 son Obersekunda (de). En 1925, il réussit un examen de fin d'études comme inspecteur dans l’agriculture et agent comptable. Il est ensuite employé dans deux domaines agricoles. En 1928, il aide ses parents qui tiennent à Stangenhagen un commerce de produits coloniaux et un élevage de poulets. Dans les années 1930 à 1933, Hans Krüger, au chômage, joua parfois, en fin de semaine, comme musicien dans un orchestre de bal pour se faire quelque menue monnaie,.

## Carrière avant guerre
De 1925 à 1928, Hans Krüger est membre du Werwolf (Loup-garou), puis le 8 juin 1928 des Jungstahlhelmer (Jeunesses du « casque d'acier ») et s’enrôle le 1er avril 1929 dans la Sturmabteilung (SA), où de Sturmführer (sous-lieutenant SA) en 1931, il passe Sturmbannführer (commandant SA) en 1932. Il est membre du NSDAP (Parti nazi) à compter du 1er septembre 1930. De mars à novembre 1933, Krüger exerce la fonction de chef du service de la police du camp de concentration d'Oranienburg. Il y fait preuve de cruauté,. En octobre 1934, on lui attribue, au titre de vétéran SA, la place de directeur de l'Office du Travail de Luckenwalde. Le 1er mai 1938, Kruger s’engage dans l’Allgemeine-SS où il est intégré avec le grade de SS-Hauptsturmführer (capitaine SS). Il postule immédiatement dans la Sicherheitspolizei (police de sûreté) et en mars 1939, est admis à Berlin pour commencer sa formation de commissaire criminel,.

## Seconde guerre mondiale

### Entrée en guerre
Le 1er septembre 1939, Krüger, stationné à Oppeln, entre en Pologne au sein d’un Einsatzkommando. Le SS-Obersturmbannführer Karl Eberhard Schöngarth, dont il est l’adjoint, lui confie la direction d’une école de formation à Zakopane avec pour but de former des membres de la Sipo-SD, des collaborateurs ukrainiens, des agents de police polonais et autres sympathisants, aux activités du contre-espionnage et du renseignement. Plus tard, à Bad Rabka où cette école a déménagé, sous l’impulsion du SS-Untersturmführer Wilhelm Rosenbaum (de), ex adjoint de Krüger, et sous le vocable d’Académie de la Sipo-SD, elle deviendra l’école du crime où l’on enseigne les préceptes de la Shoah par balles. En septembre 1940, Krüger rejoint Berlin-Charlottenburg pour une formation de neuf mois comme KriminalKommissar. À l’issue de son stage, il reprend sa place d’adjoint au Dr Karl Eberhard Schöngarth au sein d’un Einsatzkommando Z.B.V. dont une avant-garde de la Gestapo, avec à sa tête Hans Krüger, arrivera le 20 juillet 1941 à Stanislau. Schöngarth lui enjoint d’y organiser une antenne régionale du KdS de Lemberg. Krüger installe son PC dans une aile du palais de justice qui deviendra plus tard le commissariat de police aux frontières de Stanislau.

### Assassinat de "l'intelligenstia polonaise" de Lemberg
Début juillet 1941, à Lemberg, Karl Eberhard Schöngarth donne l’ordre d’exterminer l’intelligentsia polonaise de la ville. Dans la nuit du 3 au 4 juillet 1941, 25 professeurs de l’université Jan Kazimierz de Lemberg sont arrêtés à leur domicile avec famille et amis présents lors de l’arrestation. Tous sont fusillés par des soldats appartenant à l’ Einsatzkommando Z.B.V. et au bataillon Nachtigall (Légion ukrainienne) dans les vallons de « Wulecka-Hills ». Le bilan global est de 45 personnes assassinées. Hans Krüger, avec la complicité d’officiers allemands tels Walter Kutschmann (en), Albreht Herzner, ainsi que de l’Ukrainien Roman Szuchewycz, auraient participé à cette action d'extermination de l' intelligentsia polonaise de Lemberg (Lviv),.

### Solution finale en Galicie
Bien avant la conférence dite de Wannsee, en date du 20 janvier 1942, la solution finale dans le Gouvernement général de Pologne est déjà bien en mouvement. Hans Krüger en est un des fervents architecte et exécutant.
- Le 2 août 1941, 500 à 600 Polonais juifs et 250 Polonais non juifs, exerçant des professions libérales, ingénieurs, avocats, médecins, professeurs, pharmaciens, rabbins, fonctionnaires, etc., sont détenus au siège de la Gestapo à l’issue d’un recensement. Après un tri, environ 200 personnes qualifiées, pouvant rendre service aux Allemands, sont renvoyées chez elles. Le lendemain, 3 août 1941, deux camions font des rotations pour conduire tous ces détenus, hommes et femmes, à une dizaine de kilomètres au nord de Stanislau dans la forêt de Pawelce, où une grande fosse a été creusée. Les victimes, dénudées, sont fusillées par un peloton d’exécution aux ordres de Hans Krüger. On estime à environ 500 le nombre des membres de l’intelligentsia juive et polonaise fusillés (estimation basse)[12],[13],[14],[15].
- Le 6 octobre 1941, Krüger et son Kommando, appuyés par des éléments du poste de police des frontières de Tatarów, de la milice ukrainienne et du bataillon de réserve de police no 133, chassent tous les juifs de Nadworna de leur domicile et les rassemblent sur la place de l’église. Après maints humiliations et mauvais traitements, ils sont conduits, manu militari, dans la forêt de Bukowinka, à environ 3 km de Nadworna, où une fosse est creusée. Au moins 1 200 personnes (estimation basse) de confession juive sont tuées ce jour. Krüger participe personnellement à cette tuerie et une centaine de meurtres lui est personnellement attribuée[16],[17],[18].
- Le 12 octobre 1941, Krüger et son Kommando, appuyés par des éléments de la Sipo, de la Schupo, de la gendarmerie, de la police du chemin de fer, du 133e bataillon de réserve de la police et de la milice ukrainienne, raflent les juifs de Stanislau et les conduisent au nouveau cimetière juif, à l'ouest de la ville dans le quartier de Zagwozdzieckie. Plusieurs fosses y sont creusées. Pas moins de 12 000 juifs y sont parqués et délestés de tous leurs biens. Vers 12-13h00, la tuerie commence et dure jusqu'à la nuit tombante. Krüger donne l'ordre de cesser le feu après qu’une tentative de continuer les massacres à la lueur des phares des véhicules se révèle inefficace. Il ordonne alors aux détenus encore en vie de repartir chez eux. Six mille juifs (estimation basse) ont perdu la vie ce jour dans le cimetière. Cet évènement a été baptisé le Blutsonntag, « Dimanche sanglant »[19],[20],[21].
- Fin de l’année 1941 : une pause dans ces crimes de masse s'impose car il n’était plus possible de creuser des fosses dans un sol gelé.
- Fin 1941-début 1942, Hans Krüger fait fusiller une vingtaine de femmes pour faits de résistance et appartenance au Parti communiste. Hans Krüger tue de sa main cinq d’entre elles, l’adjudant-chef Kurt Giese autant, les autres victimes succombant sous les balles d'Oskar Brandt[22].
- Fin 1941-début 1942, Hans Krüger se porte à la frontière polono-hongroise, au col de Wyszków, pour récupérer environ 100 juifs polonais réfugiés clandestins en Hongrie, expulsés par les autorités hongroises. C’est au retour en Galicie orientale, dans des vestiges de tranchées de la Première Guerre mondiale aptes à faire office de fosses, que Hans Krüger fait exécuter d’une balle dans la nuque, hommes, femmes et enfants[23].
- Le 20 mars 1942, Krüger se rend à Rohatyn, petite ville située à 70 km au nord de Stanislau, relevant de sa juridiction, pour y conduire une nouvelle action de tuerie de masse. Il investit le ghetto avec ses hommes et ordonne de regrouper les habitants sur la place du marché. Pendant tout le trajet, ils sont molestés, injuriés et bon nombre abattus sommairement. Au soir, 500 cadavres jalonneront le chemin. Aux alentours de 10 heures, les juifs quittent la place du marché pour un lieu situé près de la gare ferroviaire où deux fosses ont été préalablement creusées. Après avoir été spoliés, les juifs sont abattus d’une balle dans la nuque. On estime à 1 500 juifs le nombre de fusillés ce jour-là (estimation basse), auxquels il convient d’ajouter les centaines de morts jonchant le chemin allant du ghetto à la Rohatyner Ringplatz[24],[25].
- Les 31 mars et 1er avril 1942, des éléments de la Sipo, du 133e bataillon de réserve de la police, et de la milice ukrainienne encerclent le ghetto de Stanisławów. Au petit matin, un bon millier de juifs qui sont conduits en banlieue de Stanislau où plusieurs fosses ont été creusées, sont abattus[26].
- Début de l’été 1942, Hans Krüger se livre à la « chasse aux juifs » à Delatyn. Environ 500 personnes de confession juive sont conduites au cimetière, où une fosse est creusée, et abattues[27].

À compter du 17 mars 1942, de nombreux juifs sont déportés à Belzec pour y être exterminés. Sur une période de 16 mois, Krüger qui avait autorité sur les régions de Stanislau, de Kalusz et Rohatyn, représentant une superficie globale de 9 300 km2 pour une population de 700 000 habitants, à la tête d’une petite unité de police, forte seulement de 25 hommes, organisa et mit à exécution l’assassinat par balle de 70 000 juifs et la déportation dans les camps de la mort de 12 000 autres, principalement celui de Belzec

### Destitution et mutation en France
En août 1942, Krüger, le « Roi de Stanislau », se vante à la comtesse Karolina Lanckorońska d'avoir liquidé les professeurs de Lviv. Elle le répète au chef de la Gestapo de Drohobytch, Walter Kutschmann (en), rival de Krüger, qui s’empresse de le dénoncer pour divulgation de secrets d’État. De plus, un audit met en évidence que de nombreux objets de valeur spoliés aux victimes juives n’ont pas été correctement comptabilisés et remis aux autorités. Krüger est rappelé à Berlin, où il reste près d'une année en détention jusqu'à ce que la procédure d'enquête soit engagée, après une intervention de Karl Eberhard Schöngarth, par Heinrich Himmler. Krüger est rétrogradé au grade d’Untersturmführer (sous-lieutenant) et en juillet 1943, muté en France où il dirige l’antenne de la Sipo-SD de Chalon-sur-Saône après un bref passage par Rennes.

### Crimes de guerre en France
- L’activité principale de Krüger en France est la lutte antiterroriste et la chasse aux réfractaires du STO. Il la mène avec peu d’hommes mais peut compter sur l’aide de miliciens « gestapaches » dont Pétrignani, Gressard, Grosjean pour les plus redoutables. Entre autres actions: les 8 et 9 mars 1944, attaque du village de la Madeleine[31] (commune de Saint-Martin-en-Bresse) ; le 28 mars, attaque du maquis du moulin de Valveron[32],[33],[34],[35] (commune de Dettey) ; le 4 avril, attaque du village de Montcoy[31] ; du 26 au 28 juin, attaque de Dun-les-Places[36], village martyr ; du 12 au 14 et du 28 au 29 juillet, attaque du maquis Socrate et représailles sur le village d’Anost[37],[38],[39],[40],[41] ; le 12 août 1944, mise à sac de Saint-Emiland[42] ; mi-août, pillage de la régie d’Autun[43] ; le 22 août, fusillade d’otages à Saint-Marcel[44] ; les 22, 24 et 26 août, massacre des détenus de la prison de Chalon-sur-Saône[45] ; le 28 août 1944, tragédie de Germolles[45].

- Dun-les-Places, village martyr.

Le lundi 26 juin 1944, les Allemands n’ayant pas pu réduire les maquis Camille et Julien, et déplorant de fortes pertes, en représailles, se livrent à des exactions sur des civils (7 égorgés dans un pré) et incendient des maisons au hameau de Vermot ainsi qu’au Vieux-Dun. À Dun-les-Places, 19 hommes sont raflés et conduits près de l’église, tandis que femmes et enfants sont séquestrés dans les caves. Les prisonniers sont interrogés, un à un, dans la maison Véronnet, sur leur attitude vis-à-vis de l’occupant et de la Résistance, puis regroupés à nouveau vers l’église. Les Allemands vont chercher le prêtre et l’accusent d’avoir caché une mitrailleuse dans le clocher de l’église (en fait, un coup monté de toutes pièces par les occupants eux-mêmes), puis le martyrisent avant de l’abattre d’une balle dans la nuque. Dans la nuit, Krüger et ses hommes massacrent les 19 hommes à la mitrailleuse et à la grenade. Le lendemain, les officiers festoient, la troupe pille. C’est un saccage systématique. Des femmes sont rançonnées. Au départ, les soldats, à l'aide de grenades incendiaires, mettent le feu au village. Au total, 27 patriotes perdirent la vie.
- Massacre de résistants lors du vidage de la prison de Chalon-sur-Saône

Ces exécutions sommaires, commencées le 18 juillet 1944, prendront fin le 30 août 1944. Au total, 55 prisonniers extraits de leur cellule seront abattus. Ces fusillades eurent lieu en différents endroits à la périphérie de Chalon-sur-Saône (Crissey, Mellecey, Châtenoy-le-Royal, Fragnes, La Loyère, Dracy-le-Fort) à différentes dates avec un point culminant le 26 août 1944 (Trente-sept fusillés sur cinq sites),,,,.
- La tragédie de Germolles

Le 28 août: il s’agit de l’attaque par la Gestapo, avec à sa tête Krüger et Pétrignani, du convoi funéraire des 8 fusillés à Mellecey, en lisière du bois de Marloux, du 26 août. Le cortège, fort d’un millier de personnes, est dispersé à coups de feu. Un résistant reconnu, Louis Genot, est abattu sur le coup et un autre blessé, Jean Philippe Gautheron, sera achevé quelques kilomètres plus loin. Cinq autres blessés graves sont à déplorer. Plus de 150 personnes, qui n’avaient pas pu fuir, sont arrêtées. Krüger veut faire un carnage. C’est grâce à deux infirmières de la Croix-Rouge, Mlles de Saint-Pern et d’Assignies, accourues sur place au bruit de la fusillade, qu'après 3 heures de négociations, Krüger libère les otages,,,.
- De la responsabilité de Krüger pour crimes de guerre en France

L’adjudant Emile François Goldberg, interprète à la Sipo-SD de Chalon-sur-Saône, capturé par la Résistance, a déclaré au commissaire divisionnaire de la police judiciaire de Dijon : 

« À la fin du mois de mai 1944, sans que j'ai vu aucun ordre écrit à ce sujet, la Sicherheitspolizei de Chalon avait droit de prononcer la peine capitale et de faire exécuter cette peine, sans que les concernés aient comparu devant un tribunal et sans que l'affaire ait été soumise à l'approbation du commandant de Dijon. Le chef de la SD à Chalon était Krüger, et avait tous les pouvoirs nécessaires pour prendre de telles décisions. Il n'y avait pas d'opposition, pour autant que je sache, de la part de la SD de Dijon. J’en conclus donc que cette procédure était régulière et était la conséquence d’instructions qui ne m’ont pas été officiellement communiquées, mais qui émanaient des autorités supérieures. »

Ce témoignage fut rapporté par l’accusation au procès de Nuremberg le 31 janvier 1946,.
- Le 3 février 1947, Hans Krüger est condamné une première fois à mort par contumace par le tribunal militaire de Dijon[36] pour les faits passés à Dun-les-Places.
- Le 10 juin 1953, Hans Krüger est condamné une seconde fois à mort par contumace par le tribunal militaire de Lyon[60] pour faits délictueux : de juillet 1943 à août 1944, des atrocités multiples ont été commises à Chalon, Tournus, Cuisery, Étang-sur-Arroux, des arrestations massives ont entraîné plus de 70 déportations ; des sévices graves ont été pratiqués sur des habitants d’Anost, Saint-Émiland, Autun, etc.

### Hans Krüger, la retraite
Devant l’avancée rapide des Alliés, la horde franco-allemande de la Gestapo de Chalon-sur-Saône quitte la ville le 3 septembre, en direction de Dijon, Besançon, Belfort et Montbéliard. Dans le Doubs, les méfaits continuent, à Vieux-Charmont, Audincourt, Montenois, et Mandeure où 26 personnes sont déportées. Krüger prend ensuite part à la bataille des Ardennes,, puis aux combats en Hongrie. On le retrouve aux Pays-Bas aux côtés du Dr Karl Eberhard Schöngarth, son ancien chef au BdS de Cracovie. Il est réintégré dans son grade de SS-Hauptsturmführer (capitaine SS) et en date du 20 avril 1945, il est nommé Kriminalrat. La guerre finie, Krüger est fait prisonnier en Hollande par les Canadiens. Personne n'ayant vraiment fait le rapprochement entre l’homme et les crimes qu’il a commis, il est libéré fin novembre 1948. Il se retire à Lüdinghausen,.

## Après guerre
Une fois libéré et de retour à Lüdinghausen, Hans Krüger trouve du travail comme représentant en gros dans la quincaillerie. En avril 1949, il se met à son compte dans le secteur de la construction. Puis, pendant cinq ans, il exerce les fonctions de représentant chez un grossiste en fer. On le retrouve ensuite comme démarcheur dans plusieurs sociétés de l'industrie du bâtiment et des travaux publics. En mars 1960, il occupe le poste de chef de district au sein de la société « Otto Versand (de) » à Hambourg. Il en devient, quelque temps plus tard, le directeur des ventes pour la zone nord. Dans les années 1950, Hans Krüger demande sa réintégration comme fonctionnaire, demande rejetée. Hans Krüger, investit le champ de la politique. De 1949 à 1956, il est président de l’association des anciens Allemands de Berlin et du Mark Brandebourg (Landsmannschaft Berlin-Mark Brandenburg), où il officie comme second porte-parole. En 1954, Krüger est candidat comme député à l'assemblée régionale du Land de Rhénanie-du-Nord-Westphalie, où il fait campagne sous les couleurs du BHE (Bund der Heimatvertrieben und Entrechteten : Fédérations des réfugiés et des expulsés), mais il est battu. Comme membre du FVP (Freie Volkspartei) puis du DP (Deutsche Parti), il occupe le poste de directeur général du district de Münster. En 1959, sa carrière politique prend un tournant brutal quand le bureau du procureur d'État de Dortmund ouvre une enquête sur son passé. Il est placé en détention provisoire le 9 janvier 1962 et mis en examen en octobre 1965 pour les crimes commis pendant son séjour en Pologne en 1941-1942. Le 18 avril 1966, s’ouvre son procès à Münster. Le 6 mai 1968, Krüger est condamné à la réclusion criminelle à perpétuité pour crimes contre l’humanité. Il ne sera jamais condamné pour ses crimes commis contre les Polonais ethniques, non juifs, ni ceux des résistants français. Il est libéré de prison en 1986 et meurt le 8 février 1988.